# Намбу (Яманасі)

35°14′33″ пн. ш. 138°29′10″ сх. д. / 35.24250° пн. ш. 138.48611° сх. д.
На́мбу (яп. 南部町, なんぶちょう, МФА: [nambu t͡ɕoː]) — містечко в Японії, в повіті Мінамі-Кома префектури Яманасі. В середньовіччі було володінням самурайського роду Анеяма, васалу роду Такеда. В ранньому новому часі стало портовим поселенням на річці Фудзі. Отримало статус містечка 1955 року. Станом на 1 квітня 2009 площа містечка становила 200,63 км². Станом на 1 липня 2011 населення містечка становило 8854 осіб.